# Micropterix montanella
Micropterix montanella là một loài bướm đêm thuộc họ Micropterigidae. Nó được Zagulajev miêu tả năm 1983. Nó được tìm thấy ở Abchasia, Georgia, bao gồm the Autonomous Republic of Adjara và along the Caucasian bờ biển của the Black Sea.
Sải cánh dài 7–8 mm đối với con đực và 8.8-9.8 mm đối với con cái.